# اوربيل
اوربيل هي بلدة في اقليم غارون العليا الذي يقع جنوب غرب فرنسا .

## الموقع الجغرافية
يحد البلدة خمس بلدات أخرى: بومونت سور ليز من الشمال ، ميريمونت من الشرق ، لاغراس ديو من الجنوب الشرقي ، سان سولبيس سور ليز من الجنوب ، وأخيراً مونتو من الغرب.

## اقرأ المزيد
- - بلدات اقليم غارون العليا